# Grzymysław (stacja kolejowa)
Grzymysław – nieczynna stacja kolejowa w Śremie, w województwie wielkopolskim, w Polsce. Znajduje się tu 1 peron.